# Throne
«Throne» (en español, Trono) es una canción de la banda británica de Rock Bring Me the Horizon. Producida por el tecladista Jordan Fish y vocalista Oliver Sykes. fue lanzada el 24 de julio de 2015 promocionando el quinto disco de la banda That's The Spirit. Es el tercer sencillo de dicho álbum, alcanzando el número 51 en la lista de sencillos del Reino Unido y encabezando la lista de sencillos del Reino Unido Rock y Metal.

## Composición y letras
Hablando en un comentario de pista por pista de That's The Spirit en Spotify, el líder del grupo Oliver Sykes explicó que "Throne" fue una de las primeras canciones que la banda escribió para el álbum para ser considerada su liberación como un sencillo, alegando que se sentía como nuestra canción remontada. El tecladista Jordan Fish describió la canción como "una de las canciones más simples y directas" en That's The Spirit, tomando nota de su progresión natural de los elementos introducidos en su anterior disco de 2013 Sempiternal, incluyendo "un ritmo rápido y melodías muy fuertes".
Al describir la pista como "rápida, corta y simple", Sykes ha sugerido que la línea "So you can throw me to the wolves/Tomorrow I will come back leader of the whole pack" ("Así que puedes tirarme a los lobos/Mañana volveré líder de la manada", en español) resume los temas de la canción, que incluyen la proposición de que "es la gente que te rompe pero que también te hacen". la escritura de la cartelera revista, Jon Wiederhorn también puso de relieve esta línea como resume el tema de la canción de "superar la adversidad". Género a gota, la canción ha sido descrito como Nu Metal, y rock electrónico.

## Promoción y lanzamiento
"Throne" fue estrenada en la BBC Radio 1 el 23 de julio de 2015, como presentadora Annie Mac "Hottest Record", antes de que fuera lanzado como single, al día siguiente junto con la canción salió el video musical. Poco antes del lanzamiento del álbum, "Throne", " Happy Song " y " Drown " se llevaron a cabo en los estudios Maida Vale de la Radio 1 Live lounge espectáculo. en octubre, "Throne" y "Happy Song" eran utilizadas como canciones oficiales para la lucha libre profesional espectáculo NXT TakeOver: Respect.

## Video musical
El video musical de "Throne" fue lanzado junto con el sencillo el 24 de julio de 2015, después de haber tomado el pelo con un tráiler dos días antes. Dirigida por Sykes y Plastic Kid, que ha sido comparada estilísticamente con la serie de televisión Juego de tronos por numerosos escritores de música. Gigwise 's Andrew Trendell reseñó que el video "muestra escenas de teatro medieval y las luchas feudales", mientras ... Chillingworth- de TeamRock describió el video como "ridículo" y "locos", se queja de que "no tiene ningún sentido". en diciembre, la banda también dio a conocer un video de su presentación en vivo de la canción en el Webster Hall en la ciudad de Nueva York a principios de en el año.

## Posiciones en listas
| Listas (2015-16)                              | Mejor posición |
| --------------------------------------------- | -------------- |
| Australia (ARIA)                              | 58             |
| Bélgica (Flandes) (Ultratop 50)               | 29             |
| Canadá (Billboard Canada Rock)                | 40             |
| Escocia (OCC)                                 | 39             |
| Estados Unidos (Hot Rock & Alternative Songs) | 12             |
| Estados Unidos (Mainstream Rock Airplay)      | 1              |
| Estados Unidos (Rock & Alternative Airplay)   | 14             |
| Reino Unido (UK Singles Chart)                | 51             |
| Reino Unido (UK Rock & Metal Singles)         | 1              |

| Listas (2015)                                 | Posición |
| --------------------------------------------- | -------- |
| Estados Unidos (Hot Rock & Alternative Songs) | 54       |
| Listas (2016)                                 | Posición |
| Estados Unidos (Hot Rock & Alternative Songs) | 95       |

## Certificaciones
| País        | Organismo certificador | Certificación | Ventas certificadas | Ref.   |
| ----------- | ---------------------- | ------------- | ------------------- | ------ |
| Australia   | ARIA                   | Oro           | 35 000              | [ 12 ] |
| Canadá      | MC                     | Oro           | 40 000              | [ 13 ] |
| Reino Unido | BPI                    | Oro           | 400 000             | [ 14 ] |